# Paratomapoderus nigrotibialis
Paratomapoderus nigrotibialis es una especie de coleóptero de la familia Attelabidae.

## Distribución geográfica
Habita en Tanzania, República Democrática del Congo y Zimbabue.